# ランキンくえすと
『ランキンくえすと』は、2010年4月5日から同年9月30日まで関西テレビで毎週月曜日から木曜日深夜に放送されていた情報番組である。帯番組。

## 概要
イベント・番組・映画を始めとした娯楽情報を紹介、そこから番組独自のランキングを作成、発表する。

たむらけんじ初の帯番組である。番組進行は高橋アナが務める。
番組の収録は、毎週月曜日に大阪市内のマンション2Fの一室を借りて、翌週放送分をまとめて録っている。

セットは書き割り、樽イス、ローテーブルといった非常にシンプルなもので、その身軽さもあってかロケを行うこともある。座席は画面左から、若手芸人、たむら、アイドル、高橋アナの順が定位置になっている。
毎週月曜日と木曜日は番組内CMがあり、その際出演者がテーブル上の宝箱を開けて驚くという演出がされた。
衣装
出演者はゲストも含めて、全員ロールプレイングゲームのキャラクターのコスプレで出演している。
これは「たむけん率いるパーティー“ランキンくえすと”達が、己のランキングレベルを上げるべく、世の中のさまざまなランキングを求めて旅をする」というコンセプトから。

キャラ設定は、たむらけんじ（勇者）、高橋真理恵（シスター）、若手芸人（戦士）となっている。アイドルは固定されていない。
番組当初から、高橋アナは頭にシスターの帽子を被っていたが、改編後となる2010年6月28日放送分よりその帽子を被らずに出演となった。
他の出演者の衣装などに変化はない。
2010年9月30日で番組終了。同年10月12日からは同年9月24日まで放送されていた『週刊プラチケ!』と統合し、毎週火曜24:35から『情熱☆エンためファクトリー どっキング!!!』が放送されている。

## 出演者

### レギュラー
- たむらけんじ
- 高橋真理恵

### ゲスト
毎回,若手芸人・アイドルの2組が週替わりで出演
2010年
| 放送日         | 若手芸人               | アイドル                                                    | VTR出演 |
| -------------- | ---------------------- | ----------------------------------------------------------- | --- |
| 4月5 - 8日     | 土肥ポン太             | 辰巳奈都子（魔女）                                          | 哀川翔、INDIGO4 |
| 4月12 - 15日   | ミサイルマン西代       | 秋山莉奈（踊り子）                                          | 茂木大輔 |
| 4月19 - 22日   | ギャロップ林           | 森はるか（クレオパトラ）                                    | ガリガリガリクソン、吉田栄作、雨上がり決死隊 |
| 4月26 - 29日   | ウーイェイよしたか     | 岡田唯（〃）                                                | 伊藤淳史、岡村隆史 |
| 5月3 - 6日     | 笑い飯哲夫             | 川村ゆきえ（〃）                                            | 金村義明、みうらじゅん、いとうせいこう、ハム諸見里 |
| 5月10 - 13日   | 女と男                 | 紗綾（踊り子）                                              | ブラックマヨネーズ、矢島美容室 |
| 5月17 - 20日   | 矢野・兵動矢野         | 熊田曜子（クレオパトラ）                                    | ケンドーコバヤシ |
| 5月24 - 27日   | とろサーモン村田       | 森田涼花（〃）                                              | 佐藤隆太、大塚ちひろ、ギャロップ林、香取慎吾、石原さとみ |
| 5月31 - 6月3日 | span!水本              | 鎌田奈津美（〃）                                            | 藤本美貴、岡田圭右、モストデンジャラストリオ ナオト・インティライミ、関純子、藤本景子、村西利恵                                                                   |
| 6月7 - 10日    | 笑い飯西田             | 宮武美桜（魔法使い）                                        | モストデンジャラストリオMr.X、女と男市川、モンスターエンジン西森                                                                                                  |
| 6月14 - 17日   | ブラックマヨネーズ小杉 | 高杉さと美（姫）                                            | 月亭八光、高田純次、岡田圭右、馬渕英俚可 鎌田奈津美、吉川まあこ、村西利恵、北川景子                                                                               |
| 6月21 - 24日   | ストリーク吉本         | 田中涼子（クレオパトラ）                                    | 浅見れいな、中山美穂、関根麻里、デーブ・スペクター |
| 6月28 - 7月1日 | CIMA                   | 福田麻衣（魔法使い）                                        | 女と男市川、安田大サーカス団長安田 コンドルズ近藤良平、藤崎マーケット                                                                                             |
| 7月5 - 8日     | スマイル瀬戸           | 百田夏菜子 （ももいろクローバー）                           | 上地雄輔、鈴木亜美、かまいたち、プラスマイナス |
| 7月12 - 15日   | 小籔千豊               | 小泉麻耶（クレオパトラ）                                    | 石原さとみ、関純子、中島めぐみ、毛利八郎 坂元龍斗、佐賀昇博、杉原正康、ロッシー                                                                                   |
| 7月19 - 22日   | シルク（クレオパトラ） | 上原美優（魔法使い）                                        | ココア男。、女と男、ひおき彩乃 |
| 7月26 - 29日   | 月亭八光               | 折山みゆ（魔法使い）                                        | ミサイルマン西代、かまいたち、根本要、杉山清貴 笹川結衣、川村理恵、南川夏希                                                                                       |
| 8月2 - 5日     | トミーズ健             | 丸高愛実（クレオパトラ）                                    | MEGUMIKO、鮎川美波、布施実佳 前田侑里、竹村美緒、ながせみほ、かまいたち                                                                                           |
| 8月9 - 12日    | ヤナギブソン           | 森下千里（〃）                                              | スマイル、池乃めだか、女と男・市川義一 |
| 8月16 - 19日   | 千鳥ノブ               | 赤松悠実（〃）                                              | かまいたち、前田侑里、北谷ゆり、ながせみほ 三浦翔平、KAN、プラスマイナス、原恵一、まいける                                                                        |
| 8月23 - 26日   | テンダラー白川         | KONAN（〃）                                                 | 西川きよし、石田靖、ミサイルマン西代、チュートリアル、KONAN かまいたち、銀シャリ・橋本、タナからイケダ・池田、学天即・四条 安達祐実、吉澤奈央、仲川蘭、藤村えみり |
| 8月30 - 9月2日 | 桂小枝                 | 伊藤みく（〃）                                              | ミサイルマン・西代洋、かまいたち、女と男・市川義一 金城真央、SACHI、下野佐和子                                                                                    |
| 9月6 - 9日     | 銀シャリ橋本           | Aica（〃）                                                  | かまいたち、女と男・市川義一、市村正親、高橋真理恵 |
| 9月13 - 16日   | ガリガリガリクソン     | 稲富菜穂（〃）                                              | ミサイルマン・西代、篠崎愛、谷澤恵里香、古瀬絵理、村上友梨 かまいたち、加藤あい、伊藤英明、佐藤隆太、三浦翔平                                                     |
| 9月20 - 23日   | ダイアン・津田         | 百田夏菜子(20･21) 佐々木彩夏(22・23) （ももいろクローバー） | かまいたち、加藤リナ、村上ショージ、陣内智則 |
| 9月27 - 30日   | 村上ショージ           | 浜口順子（クレオパトラ）                                    | 男と女、宮崎亮、小峠篤司、哀川翔、ハム、ツジカオルコ モストデンジャラストリオ、中山忍、かまいたち、たむらけんじ                                                   |

## エピソード
- 2010年4月20 - 22日放送回は緊急拡大SPとして放送枠が10分拡大された。
- 2010年4月26 - 29日放送回はトリノ・エジプト展を開催中の神戸市立博物館で収録された。
- 2010年6月　女と男・市川が初登場した際、女性キックボクサーにあまりにも見事なKOをくらったため

　　以降、「KOボーイ市川」と呼ばれ、番組に幾度も出演。その美しいやられっぷりが鉄板となっている。
- 通算50回目となる2010年6月29日放送で、これまでの最高視聴率回は「三角木馬ランキング」（3.7%、6月16日）だったことが発表された[7]。また、この回の放送後プロデューサーが異動になったことも合わせて紹介された[8]。
- 2010年7月12日放送回、たむらが途中退席した。番組では“大人の事情”により“レベルアップ修行の旅に出ました”と説明。代役はゲストの小籔がこなした。
- 2010年8月2 - 5日放送回は「カンテーレ8・8祭り」にちなみ関西テレビで収録された（3 - 5日は第2スタジオ隅）。 また、2日には編成部で視聴率ベスト更新の張り紙を紹介。7月19日3.8%（占拠率19.7%）
- 2010年8月16日放送で、ゲストの千鳥・ノブが、かまいたちの美女探しロケが面白くて脅威に感じていると発言。

　　ノブはツイッターでもかまいたちの美女探しロケを面白いと絶賛。美女探しは番組の恒例企画となる。
- 2010年8月31日放送で、ゲストの桂小枝が、番組収録場所を『土曜はダメよ!』のコーナー「小枝不動産」（2010年4月17日放送回）で取り上げたことがあると発言。
- 2010年9月6日放送で、ゲストの銀シャリ・橋本は、baseの若手達はこの番組を『夜のいいとも』と呼んでいると発言。
- 最終回の9月30日放送は10分拡大版スペシャルとして放送枠を拡大、「たむけんVSかまいたちの美女探し対決!」が放送された。VTR明けからは、かまいたちがスタジオ出演。エンディングでは、ADのカンペで最終回を知らされる演出や、人気コーナー「美女探し」が新番組『どっキング!!!』でも続行されること、高橋アナの同番組出演が告知された。